# Horní Bukovina
Horní Bukovina (deutsch: Oberbukowin) ist eine Gemeinde im Okres Mladá Boleslav, Tschechien. Sie besteht aus den Dörfern Horní und Dolní Bukovina. Beide Orte leben hauptsächlich von Landwirtschaft und haben zusammen 205 Einwohner (2008).

## Geografie
Die beiden Dörfer liegen 5 Kilometer von der Stadt Mnichovo Hradiště entfernt im Überschwemmungsgebiet der Zábrdka, eines kleinen Nebenflusses der Jizera, und sind regelmäßig von Hochwasser betroffen. Das Gemeindeland besteht zum großen Teil aus Ackerfläche, 83 ha sind Waldgebiet. Die Nachbarorte sind im Norden Rokytá, Mukařov und Jivina, im Süden Bílá Hlína und Klášter Hradiště nad Jizerou. Bukovina lag bis 1945 an der tschechisch-deutschen Sprachgrenze; das Nachbardorf Rokytá war bereits deutschsprachig.

## Geschichte
Der Name legt nahe, dass Bukovina anstelle eines gerodeten Buchenwaldes entstand. Vermutlich wurde das Dorf wie andere Orte der Umgebung zur Zeit der Binnenkolonisation im 12. oder zu Anfang des 13. Jahrhunderts von Zisterziensermönchen aus dem nahen Kloster Hradiště angelegt, Hinweise auf eine ältere Besiedlung gibt es jedenfalls nicht. Das Kloster war auch die erste bezeugte Herrschaft im Ort. Die älteste Erwähnung in den Klosterbüchern trägt das Datum 10. März 1399. Das Urbar von Hradiště listet um 1400 im Dorf Bukovina 37 Untertanen auf.
Das Kloster wurde 1420 niedergebrannt. Nach mehrfachem Besitzerwechsel kaufte 1556 Jiří von Labouň einen Teil der ehemaligen Klosterdomäne auf, darunter auch das Dorf Bukovina und den Nachbarort Podbukovina, der bei dieser Gelegenheit erstmals erwähnt wurde. Diese beiden Namen überliefert auch ein Grundbucheintrag von 1561. Die heutigen offiziellen Bezeichnungen Horní und Dolní Bukovina entstanden erst am Ende des 18. Jahrhunderts als Übersetzung der deutschen Ortsnamen Ober- und Unterbukowin.
Die Nachkommen des Jiří von Labouň verkauften die Herrschaft 1612 an Václav Budovec z Budova. Nach dessen Hinrichtung 1621 kaufte 1622 Albrecht von Waldstein die Ländereien auf. Im Besitz der Familie Waldstein blieb Bukovina als Teil der Herrschaft Hradiště bis zur Aufhebung der Frondienste 1848. Der Fronhof wurde Kristiánov genannt, nach Christian Vincenz Ernst von Waldstein (1794–1858), der 1843 die heruntergekommenen Gebäude erneuern ließ. Die Bezeichnung setzte sich aber nicht durch und geriet nach 1915 in Vergessenheit.
1864 entstand die politische Gemeinde Bukovina aus dem Zusammenschluss der Ortschaften Bílá Hlína, Habr, Klášter Hradiště sowie Horní und Dolní Bukovina. 1920 kam es zu einer Neuaufteilung: Bílá Hlína und Klášter Hradiště sind seitdem selbständig, zur Gemeinde Horní Bukovina gehören nur noch die beiden Dörfer, die den Namen Bukovina tragen.
Horní Bukovina ist Mitglied der Mikroregion Sdružení obcí Středního Pojizeří (Verband der Gemeinden der mittleren Iser), der sich die Förderung des Tourismus und den Naturschutz zum Ziel gesetzt hat.

## Sehenswürdigkeiten
- In der Gemarkung von Horní Bukovina stehen einige Dutzend Skulpturen, die im Rahmen des Symposiums „Bildende Kunst, die Natur und das Land“ entstanden. Der internationale Bildhauer-Workshop findet seit 1996 alle zwei Jahre in Klášter Hradiště statt und wird von der Mikroregion gefördert. Die meisten Kunstwerke sind in der freien Landschaft rund um Bukovina und Ptýrov aufgestellt.
- Die Mühle in Dolní Bukovina ist seit dem 16. Jahrhundert in Betrieb. Das heutige Gebäude wurde 1763 erbaut.
- Die Kapelle des Heiligen Wenzel stammt von 1861. Sie wurde 1913, 1955 und 1993 renoviert.

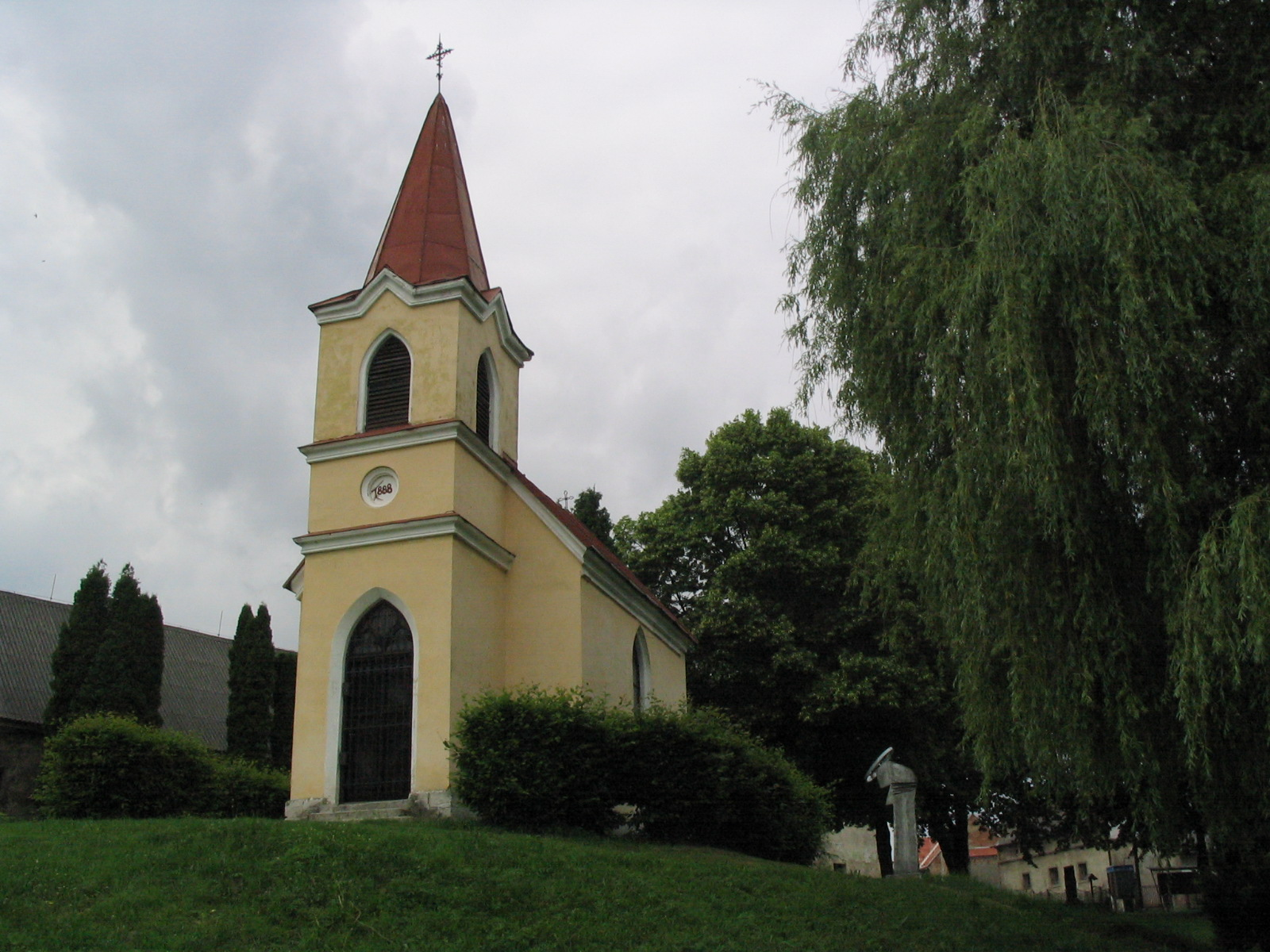
Kapelle des Heiligen Wenzel
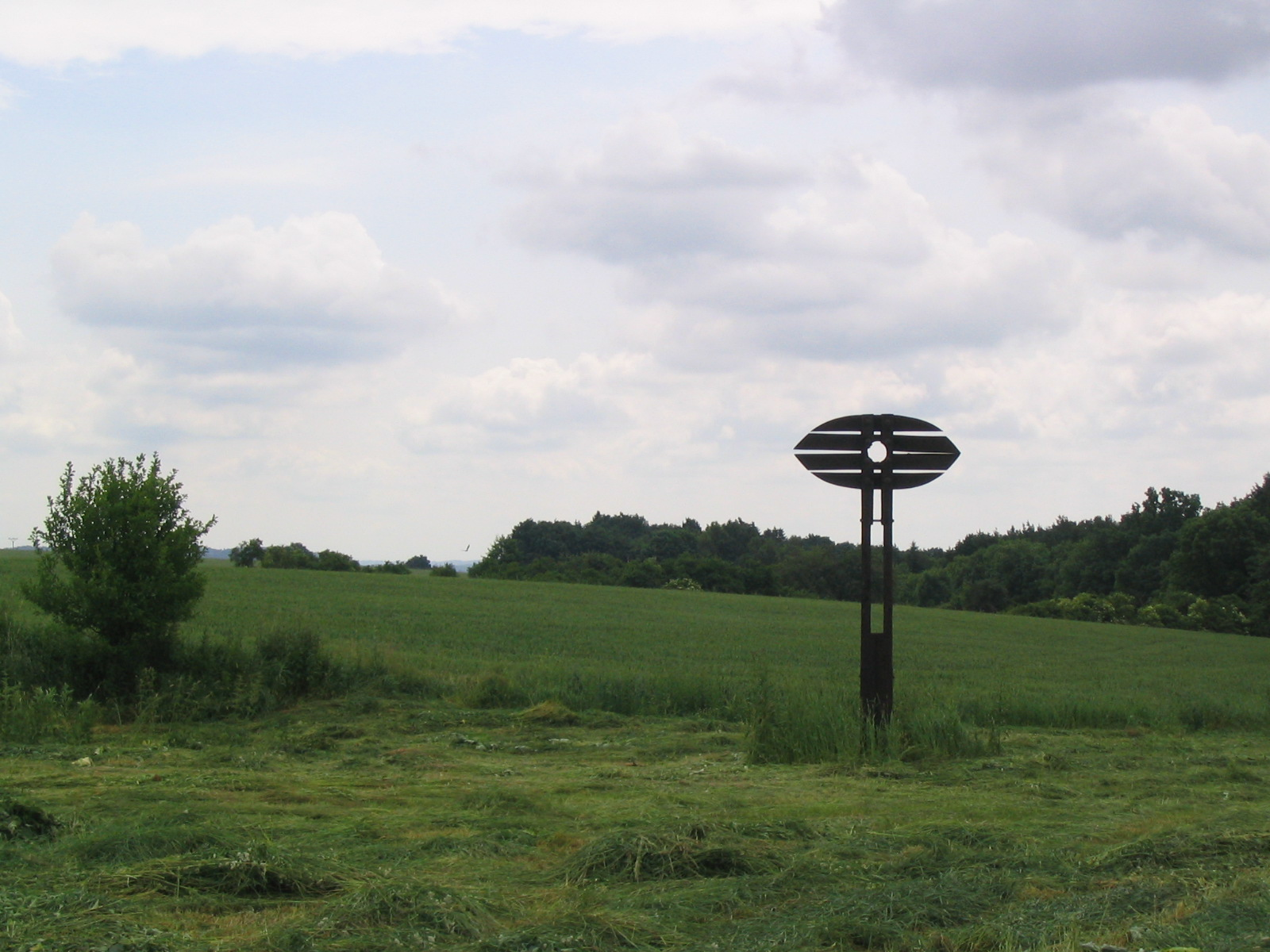
Gemarkung von Horní Bukovina